# Крымский мост. Сделано с любовью!
«Кры́мский мост. Сде́лано с любо́вью!» — российский полнометражный комедийный мелодраматический художественный фильм 2018 года режиссёра Тиграна Кеосаяна.
Премьера фильма в России состоялась 1 ноября 2018 года.
По итогам проката картина не окупила бюджет и стала одним из десяти крупнейших кассовых провалов 2018 года в России. Она также получила разгромные отзывы кинокритиков и зрителей. Многие критики называют фильм пропагандистским.
Телевизионная премьера фильма состоялась 12 июня 2019 года, в День России, на телеканале «Россия-1».

## Сюжет
Город Керчь. Жаркое крымское лето, море. Идёт грандиозное строительство Крымского моста. Между молодым, дерзким строителем и ловеласом Димой Задонским и успешным московским специалистом по PR-технологиям Виктором Онегиным, приехавшим на стройку на белом кабриолете вместе с группой американских телевизионщиков, возникает соперничество за внимание студентки-археолога, красавицы Вари.

## В ролях
| Актёр                       | Роль                 |
| --------------------------- | -------------------- |
| Алексей Демидов             | Дима Задонский       |
| Катерина Шпица              | Варя                 |
| Сергей Никоненко            | Дамир Надырович      |
| Юрий Стоянов                | начальник участка    |
| Ирина Розанова              | Лара                 |
| Артём Ткаченко              | Виктор Онегин        |
| Сергей Газаров              | Ашот                 |
| Александр Дмитриев          | Тихон                |
| Алёна Хмельницкая           | мама Тихона          |
| Александр Ильин             | Михалыч              |
| Елена Муравьёва             | Рейчел               |
| Лаура Кеосаян               | Ника                 |
| Алексей Овсянников          | Валёк                |
| Елизавета Мартинес Карденас | Маша                 |
| Лариса Малеванная           | Рая                  |
| Илья Ловкий                 | Антон                |
| Дмитрий Карташов            | Берик (Бернард)      |
| Тигран Кеосаян              | ведущий телепередачи |

## Съёмочная группа
- Автор сценария — Маргарита Симоньян
- Режиссёр-постановщик — Тигран Кеосаян
- Оператор-постановщик — Игорь Клебанов
- Композитор — Сергей Трофимов

## Создание картины
«У меня давным-давно возникла невероятная усталость от нашего кинематографа: практически в каждом фильме, за исключением, пожалуй, комедий, всегда присутствует некая ущербность. Герой или взяточник, или человек, страдающий на фоне скелета кита, или ещё кто-то. Сплошь трагедии и драмы. Но это, мягко говоря, однобоко. Неужели у нас кругом только взяточники, убийцы, скотоложцы, наркоманы, коррупционеры?!»
Съёмками проекта руководил режиссёр и ведущий юмористической программы «Международная пилорама» на телеканале «НТВ» Тигран Кеосаян, сценаристом была его супруга и главный редактор телеканала «RT» Маргарита Симоньян, композитором выступил музыкант и доверенное лицо Владимира Путина на прошедших весной 2018 года президентских выборах Сергей Трофимов. В проекте оказались заняты родственники режиссёра: принадлежащая его старшему брату Давиду Кеосаяну студия «8 рядов» вела съёмки, актёрами выступили бывшая жена режиссёра Алёна Хмельницкая и племянница Лаура Кеосаян.
Создатели фильма утверждают, что среди прототипов героев фильма есть реальные участники строительства Крымского моста. Съёмки проходили в акватории Керченского пролива и на острове Тузла в условиях реального строительства, организационную помощь оказывала строившая Крымский мост компания «Мостотрест» Аркадия Ротенберга.
Режиссёр и актёры позиционировали фильм как аполитичный, а источниками вдохновения называли «старое доброе» советское кино 1950-х—1960-х годов (упоминались «Высота», «Девчата» и «Кубанские казаки»).

## Финансирование
Официально бюджет фильма и источники его финансирования не назывались, сам Тигран Кеосаян упоминал о господдержке и частных инвесторах. В 2017 году Федеральным фондом социальной и экономической поддержки отечественной кинематографии без конкурса на безвозмездных условиях было выделено 100 млн рублей, необходимые при этом процедуры питчинга и отбора не коснулись проекта из-за неназванного письма (которые обычно приходят от Министерства культуры или другого ведомства исполнительной власти). По данным «Русской службы Би-би-си», автором этого документа был первый замруководителя администрации президента РФ Алексей Громов, являющийся давним знакомым Маргариты Симоньян ещё со времён её работы в кремлёвском пуле в 2000-х годах. По данным анонимного источника вышеуказанного издания, после этого случая в наблюдательный совет Фонда кино решил проводить экспертизу и для поддерживаемых ведомствами проектов. 20 ноября стало известно о проведении проверки деятельности Фонда кино с 2015 по 2018 год, которая затронет и процесс получения «Крымским мостом» государственного финансирования.
По информации портала «Kinodata.Pro», бюджет фильма составил 175 миллионов рублей, а затраты на его маркетинговую поддержку — 125 миллионов. В расследовании Фонда борьбы с коррупцией Навального утверждается, что за работу над фильмом Маргарита Симоньян, её муж, режиссёр Тигран Кеосаян, и их родственники выплатили себе 46 миллионов рублей.

## Релиз
20 августа 2018 года на YouTube появился официальный трейлер «Крымского моста», получивший в основном негативные отзывы пользователей: за два дня размещённые на нескольких каналах видео получили 8,5 тысяч дизлайков против 1 250 лайков.
В октябре 2018 года фильм был представлен во внеконкурсной программе «Панорама» проходившего в Ялте кинофестиваля «Евразийский мост».
10 октября 2018 года на заседании московской межведомственной комиссии по вопросам распространения рекламы фильм признали представляющим особую общественную значимость (ранее правительство Москвы определило, что особую общественную значимость представляет направленная на достижение «общественно полезных целей и обеспечение общественных интересов и интересов государства» в области культуры, спорта, образования, безопасности информация). На основании этого решения кинопрокатчик «Централ Партнершип» получил для рекламы «Крымского моста» в бесплатное пользование до 18 ноября 25 носителей под билборды, десять цифровых билбордов и другие принадлежащие городу рекламные площади, благодаря чему мог сэкономить от 3 до 5 миллионов рублей.
В условиях отсутствия пресс-показа премьера «Крымского моста» состоялась 29 октября 2018 года в отреставрированном концертном зале «Зарядье», чей зрительный зал вмещал 1600 человек, основными зрителями стали политики, деятели шоу-бизнеса и телевидения.
Фильм вышел в широкий прокат 1 ноября 2018 года на 1 041 копии, из-за Дня народного единства в этот момент добавились выходные дни. Трейлер фильма прикреплялся к выходившим ранее картинам «Временные трудности», «Основано на реальных событиях», «Без меня» и «Только не они».
Сам фильм активно рекламировался российскими федеральными телеканалами, положительные отзывы также дали ряд коллег и друзей режиссёра и сценариста: официальный представитель МИД РФ Мария Захарова, пресс-секретарь президента РФ Дмитрий Песков, медиаменеджер Тина Канделаки, главный редактор сайта «Daily Storm» Анастасия Кашеварова и журналист Екатерина Винокурова.
На фоне очень низкого рейтинга фильма на «Кинопоиске» (2,5 из 10 при 2,6 тысячах оценок) издание «Daily Storm» заявило об участии в обвале фильма ботов — по версии журналистов, значительную часть оценок поставили недавно зарегистрированные пользователи. Кеосаян назвал организаторов подобной акции «больными людьми». Представители «Кинопоиска» отвергли обвинение, указав, что рейтинг рассчитывается на основе голосования аккаунтов с историей пребывания на сервисе и не уличённых в подозрительной активности. Позже министр культуры РФ Владимир Мединский на основании «распечаток» назовёт «украинских ботов» виновными в низком рейтинге фильма, что, по его мнению, никак не повлияет на будущий успешный прокат.

## Кассовые сборы
За первые пять дней проката в 1 041 кинотеатре фильм собрал 43,9 млн рублей, зрителями оказались более 175 тысяч человек, благодаря чему он вошёл в топ-25 успешных стартов отечественных картин. При этом «Крымский мост» уступил по сборам как прямым конкурентам — фильмам «Богемская рапсодия», «Веном», «Смолфут», «Несокрушимый» и «Ужастики 2: Беспокойный Хеллоуин», так и крупнейшим российским релизам 2018 года — «Я худею» (316,6 млн руб.) и «Женщины против мужчин. Крымские каникулы» (59,8 млн руб.). В то же время прокатчик Централ Партнершип и ряд российских СМИ посчитали важным отметить троекратный рост сборов в первые дни проката, тем самым предлагая сравнивать посещаемость в являвшийся рабочим днём четверг и субботний выходной день. На второй неделе проката фильм спустился на 8 строчку по кассовым сборам, которые упали на 63 % и составили 13,1 млн руб. при прокате в 1 044 кинотеатрах и посетивших сеансы 57 тысяч зрителях. На третьей неделе проката сборы фильма составили 2,098 млн руб. при прокате в 224 кинотеатрах и 10 288 зрителях (13-е место по сборам, падение составило 84 %). На четвёртой недели проката фильм заработал 202 629 руб. от проката в 43 кинотеатрах и более 1 тысяч человек (28-е место, падение равнялось 90,35 %). В ставшую последней для «Крымского моста» пятую неделю проката наработка составила 118 630 рублей в условиях присутствия фильма в 15 кинотеатрах и аудитории в 641 человек (30-е место по сборам, падение составило 41,45 %). Итоговые сборы фильма «Крымский мост. Сделано с любовью!» составили чуть более 70,6 млн рублей при аудитории в 305 тысяч человек.

## Отзывы
Горячие головы могли бы назвать «Крымский мост» пропагандой. И зря. Пропаганда — это организованная машина, управляемая умным и циничным машинистом откуда-то сверху. Тут мы видим иное — безумную фантасмагорию, предельно далекую не только от реальности (это ладно), но и от элементарных законов сюжетосложения и правдоподобия; мир, безнадежно искривленный благодушной фантазией влюбленных во власть лоялистов. На экране — даже не декоративный Крым, а воображаемый, идеальный, невозможный. Подлинная утопия, в которую Кеосаян и Симоньян ныряют с головой, приглашая за собой зрителей.
В целом фильм получил резко негативные отзывы зрителей и кинокритиков. На ресурсе «КиноПоиск» зрителями фильм был признан худшим российским фильмом 2018 года, получив оценку 2,6 балла из 10, на IMDb фильм имел зрительскую оценку в 1 из 10.
Кинокритик Антон Долин в своей рецензии для сайта Meduza выделил фильм в особый жанр романтически-патриотической комедии, а также обнаружил в нём влияние отечественного кинематографа 1930-х (жанр киноромана о стройке) и 1990-х годов (кооперативное кино). Особое его внимание привлёк персонаж Дамир Надырович — крымский татарин, оправдывающий депортацию собственного народа, восхваляющий Сталина и являющийся единственным в киноленте, кто смотрит российское федеральное телевидение.
Рецензент журнала «Афиша» Егор Беликов негативно отнёсся к картине, которую посчитал попыткой потратить государственные деньги. Его недовольство вызвали пошлость, бессмысленность сюжета и фетишизм.
Кинокритика «Новой газеты» Ларису Милюкову заинтересовал режиссёрский замысел развеселить и порадовать зрителей. По её мнению, хотя ориентирами создателей были фильмы «Высота» и «Девчата», получившийся продукт был более схож с «Кубанскими казаками» и «Свадьбой в Малиновке», которым всё-таки уступал по качеству.
Кинокритик Екатерина Барабаш в колонке для RFI резко негативно отнеслась к кинофильму, который охарактеризовала как антипрофессиональную работу. К его недостаткам были причислены конъюнктурность, примитивный юмор, плохой сценарий, косноязычность диалогов и общая атмосфера пошлости. Рецензент посулил фильму провал в грядущем прокате, участи которого не смог избежать ни один из прежних проектов Тиграна Кеосаяна.
Алевтина Толкунова из газеты «Комсомольская правда» раскритиковала своих коллег по журналистскому цеху, обвинив их в изначальной предвзятости по политическим причинам. Сама она положительно оценила киноленту, утверждая, что видит в ней лёгкость, изящество, юмор, качество диалогов и режиссуру.